# Prelekcja
Prelekcja – forma wykładu dla szerokiego grona odbiorców (z reguły nie związanych z daną dziedziną wiedzy) na określony temat, co do zasady o charakterze popularnonaukowym. Prelegent najczęściej przedstawia temat w sposób subiektywny lub częściowo subiektywny. Celem prelekcji jest przekonanie słuchaczy do jakiejś wizji, nakłonienie do zaakceptowania określonych poglądów, postaw, czy zachowań, a także zachęcenie do podjęcia jakiegoś działania, czy zainteresowania się jakąś tematyką.